# Trineurocephala aequalis
Trineurocephala aequalis är en tvåvingeart som beskrevs av Schmitz 1919. Trineurocephala aequalis ingår i släktet Trineurocephala och familjen puckelflugor. Inga underarter finns listade i Catalogue of Life.